# Agneta Rehnvall
Agneta Rehnvall, född Ekberg 15 maj 1944 i Bromma kyrkobokföringsdistrikt i Stockholm, är en svensk politiker (moderat). Hon var borgarråd i Stockholm 1991–1998 (skolborgarråd 1991–1994, därefter oppositionsborgarråd till 1998).